# Tales of Monkey Island
Tales of Monkey Island är ett episodiskt 3D-äventyrsspel i fem episoder från 2009, utvecklat av Telltale Games under licens av LucasArts. Det är det femte spelet i äventyrsspelserien om huvudpersonen Guybrush Threepwood och Monkey Island.
Spelet presenterades för allmänheten vid Electronic Entertainment Expo i juni 2009 tillsammans med LucasArts nya specialversion av The Secret of Monkey Island. 
I Tales of Monkey Island spelar man piraten Guybrush Threepwood som återigen försöker rädda sin käresta Elaine Marley från ärkefienden LeChuck, samtidigt som han skall rädda Karibien från en voodoo-sjukdom. Spelet släpptes i fem episoder med start den 7 juli 2009 till Windows och Wii via WiiWare.

## Episoder
1. "Launch of the Screaming Narwhal" (7 juli 2009)
2. "The Siege of Spinner Cay" (20 augusti 2009)
3. "Lair of the Leviathan" (29 september 2009)
4. "The Trial and Execution of Guybrush Threepwood" (30 oktober 2009)
5. "Rise of the Pirate God" (8 december 2009)